# Sainte-Lucie-de-Tallano
Sainte-Lucie-de-Tallano är en kommun i departementet Corse-du-Sud på ön Korsika i Frankrike. Kommunen ligger  i kantonen Tallano-Scopamène som tillhör arrondissementet Sartène. År 2022 hade Sainte-Lucie-de-Tallano 382 invånare.

## Befolkningsutveckling
Antalet invånare i kommunen Sainte-Lucie-de-Tallano
Referens:INSEE